# Силвър Спринг
Силвър Спринг (на английски: Silver Spring) е селище в окръг Монтгомъри, Мериленд, Съединени американски щати. Намира се на 10 km северно от центъра на Вашингтон. Населението му е 71 452 души (по преброяването от 2010 г.).
В Силвър Спринг е родена писателката Нора Робъртс (р. 1950).